# 浜名湖ユースホステル
浜名湖ユースホステル（はまなこユースホステル）は、静岡県浜名郡新居町にあり、日本ユースホステル協会に加盟していたユースホステル。

## 概要
1969年に建てられた。
利用者数は1970年代をピークに減少を続け、耐震診断と改修工事に億単位の費用がかかることから、運営する『財団法人静岡県ユースホステル協会』（現在は『NPO法人静岡県ユースホステル協会』に改称。）は宿泊施設としての使用を続けるのが難しいと判断し、2008年1月1日より当分の間休館扱いとなった後、2008年3月31日付を以ってユースホステルとしての契約を解除、正式に閉館した。現在、跡地は更地となっている。

## 特徴
施設の屋上に天体観測ドームが設置されており、天体望遠鏡が設置されていた。望遠鏡は、米国セレストロン社のC11、口径28cmのシュミット・カセグレイン式。
架台は、タカハシ製作所のNJP赤道儀であった。
主に土曜日の夜、地域のボランティアスタッフが望遠鏡を操作して宿泊者に星を見せていた。また、年に一回程度、地域の人たちを対象に、屋上に小型の望遠鏡や双眼鏡を並べて星空観測会を開催していた。

## 設備
以下は閉館時の状況である。
- 研修室あり
- 談話室あり
- コインランドリーあり
- 屋根付き駐輪場あり
- 駐車場あり
- 家族やグループで一室利用可
- 屋上に天体観測ドームあり

## アクセス
- JR東海東海道本線『新居町駅』下車、徒歩25分。
- 東名高速道路『三ヶ日インターチェンジ』『浜松西インターチェンジ』より車で各約30分。